# Karachay-Cherkessia

Quốc kỳ

Quốc huy

Thủ đô: Cherkessk

Cộng hòa Karachay-Cherkessia (tiếng Nga: Карача́ево-Черке́сская Pеспу́блика; tiếng Karachay-Balkar: Къарачай-Черкес Республика; tiếng Kabardia: Къэрэшей-Шэрджэс Республикэ), hay Karachay-Cherkessia (Карача́ево-Черке́ссия) là một chủ thể liên bang của Nga (một nước cộng hòa), giáp biên giới với các vùng Samegrelo-Zemo Svaneti, Abkhazia của Gruzia và tiếp giáp biển Đen. Phiên âm la tinh từ tiếng Nga của nước cộng hòa này là Karachayevo-Cherkesskaya Respublika hay Karachayevo-Cherkessiya.

## Hành chính

Hành chính Karachay-Cherkessia

- Cherkessk
- Abazinsky
- Adyge-Khablsky
- Karachayevsky
- Khabezsky
- Malokarachayevsky
- Nogaysky
- Prikubansky
- Urupsky
- Ust-Dzhegutinsky
- Zelenchuksky